# 少年アリス (坂本真綾のアルバム)
『少年アリス』（しょうねんアリス）は、坂本真綾の4作目のオリジナルアルバム。 2003年12月10日に ビクターエンタテインメントから発売された。その後、2010年3月24日にflying DOGから再発売された。

## 解説
- オリジナルアルバムとしては、前作『Lucy』以来の2年8ヶ月ぶりとなる。
- 約5ヶ月前にリリースされたシングルコレクションアルバム『シングルコレクション+ ニコパチ』との関連から、シングル曲が一曲も入っていない初のアルバムとなるが、シングル「gravity」の3曲目に収録されていた「パーク・アムステルダム」のフル音源が収録されている。
- デビューから一貫して続いてきた菅野よう子によるプロデュースは今作を持って一旦途切れることとなる。
- キャッチコピーは「君が、世界から見放されてると感じるなら　僕のはしっこをかじるといい。」
- 累計出荷枚数は5.1万枚。

## 収録曲
| 全作曲・編曲: 菅野よう子。 |                                                         |               |            |      |
| #                          | タイトル                                                | 作詞          | 作曲・編曲 | 時間 |
| 1.                         | 「うちゅうひこうしのうた」                              | 一倉宏        | 菅野よう子 | 3:47 |
| 2.                         | 「ソラヲミロ」                                          | 坂本真綾      | 菅野よう子 | 4:04 |
| 3.                         | 「スクラップ〜別れの詩〜」                              | 岩里祐穂      | 菅野よう子 | 4:43 |
| 4.                         | 「まきばアリス!」                                       | 坂本真綾      | 菅野よう子 | 4:47 |
| 5.                         | 「真昼が雪」                                            | 岩里祐穂      | 菅野よう子 | 4:33 |
| 6.                         | 「KINGFISHER GIRL〜The Song of "Wish You Were Here"〜」 | Chris Mosdell | 菅野よう子 | 3:28 |
| 7.                         | 「ヒーロー」                                            | 坂本真綾      | 菅野よう子 | 2:45 |
| 8.                         | 「夜」                                                  | 岩里祐穂      | 菅野よう子 | 4:41 |
| 9.                         | 「CALL TO ME」                                          | Alan Brey     | 菅野よう子 | 4:46 |
| 10.                        | 「光あれ」                                              | 坂本真綾      | 菅野よう子 | 4:23 |
| 11.                        | 「ちびっこフォーク」                                    | 一倉宏        | 菅野よう子 | 4:01 |
| 12.                        | 「park amsterdam（the whole story）」                   | troy          | 菅野よう子 | 4:02 |
| 13.                        | 「03」                                                  | 坂本真綾      | 菅野よう子 | 5:54 |
| 14.                        | 「おきてがみ」                                          | 坂本真綾      | 菅野よう子 | 2:38 |
| 合計時間:                  | 合計時間:                                               | 合計時間:     | 58:32      |      |

## 参加ミュージシャン
- Keyboards＆A.Piano：菅野よう子（ALL）
- Background Vocal：坂本真綾（ALL）

[日本]
- Drums：佐野康夫
- E.Bass＆Mandolin：渡辺等（#8を除く）・今堀恒雄（#11を除く）
- Guitars：今堀恒雄（#11を除く）
- Percussion：三沢またろう
- Strings：弦一徹Strings（#1）・篠崎正嗣Strings（#13）
- Saxes：菊地成孔
- Synthesizer Manipulating：浦田恵司・坂元俊介（アシスタント：Chikanari Gokan）
- Additional ambient tracks：保刈久明(#1,7）

[イギリス]
- Guitars：Phil Palmer（#4,7,8,10,11）
- E.Bass：Andy Pask（#8）
- Drums：Ralph Salmins（#8）
- Flute：Helen Keen（#6）
- Oboe：David Theodore（#6）
- Clarinet：Nicolas Bucknall（#6）
- Background Vocal：Ilaria Graziano（#11）
- Orchestra Leader：Gavyn Wright（#2,6,9,10）
- Contractor：Isobel Griffiths
- Conductor：菅野よう子